# Nacija (mjesečnik)
Nacija, bio je hrvatski mjesečnik iz Zagreba. Smatrao se glasilom „domoljubno kršćanske orijentacije”. Geslo Nacije glasilo je „Budi, opominji, tješi!”. Glavni urednik časopisa bio je Elvis Duspara.
List je izlazio u opsegu 70 stranica i bio je dostupan na svim kioscima u Hrvatskoj. 
Financirao se iz osobnih sredstava članova uredništva.
Prvi broj tiskan je u nakladi od 18 500 primjeraka u Tiskari Zagreb i Distri pressu.
Isprva je izlazio kao tjednik, no zbog troškova je nastavio izlaziti kao mjesečnik.

## Poveznice
- Nacija na Facebook-u
- Nacija na YouTubeu